# Długie Kamieńskie
Długie Kamieńskie – wieś w Polsce położona w województwie mazowieckim, w powiecie sokołowskim, w gminie Ceranów. Ma status sołectwa. Leży  na lewym brzegu  Bugu.
W latach 1975–1998 miejscowość administracyjnie należała do województwa siedleckiego.
Mieszkańcy wyznania rzymskokatolickiego należą do parafii Niepokalanego Poczęcia NMP w Ceranowie.